# Piercing del clitoride

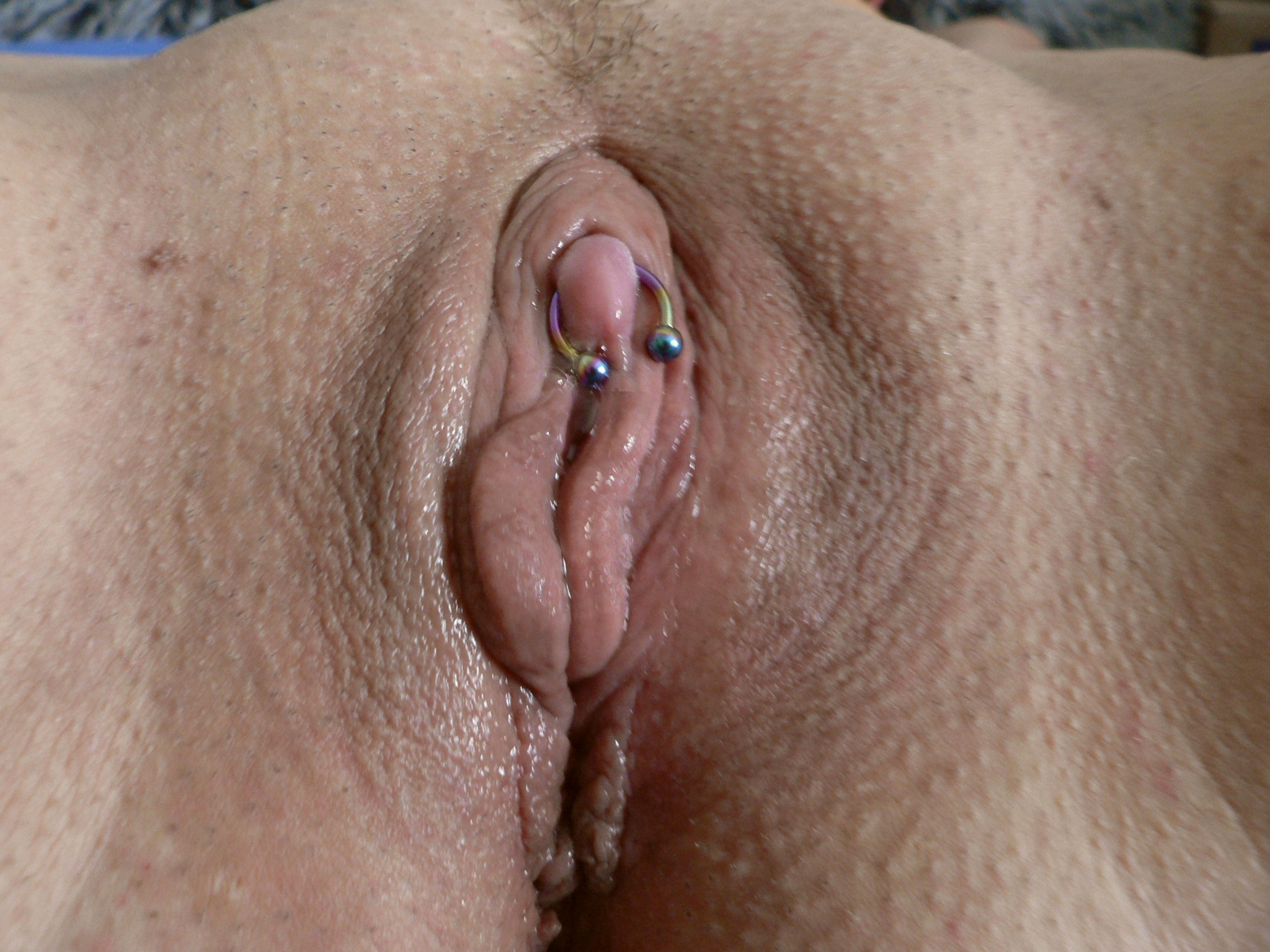
Piercing del clitoride con circular barbell

Il piercing del clitoride (clitoris piercing o clitoral piercing, in inglese) è un tipo di piercing genitale femminile praticato forando il clitoride da parte a parte trasversalmente alla sua base e inserendovi un anello o una barretta. Più comunemente viene forato orizzontalmente, più raramente verticalmente o diagonalmente.

## Storia
Così come i maschi Daiachi perforano il glande del pene, anche le donne Daiachi sono solite perforare le grandi e le piccole labbra, con delle spine o delle ossa di animale, inserendovi poi dei larghi anelli dello spessore di una matita. Anche il clitoride viene perforato verticalmente assieme al cappuccio del clitoride, inserendo nel foro un piccolo anello d'oro. Talvolta l'anello viene sostituito con un gioiello a forma di fuso, molto doloroso da inserire, che non viene più tolto ed è oggetto di grande orgoglio per le donne Daiachi.

## Procedura
Si tratta di un piercing poco comune, che viene effettuato piuttosto raramente, sia per la difficoltà di praticarlo, dato che talvolta le dimensioni del clitoride sono talmente ridotte da rendere difficile il passaggio di un ago da piercing, sia per l'alto numero di terminazioni nervose presenti nel clitoride. Questo comporta da un lato il rischio di danneggiamento delle terminazioni nervose, tanto che taluni piercer si rifiutano di praticarlo, e dall'altro l'attuazione di questo tipo di piercing risulti sensibilmente più dolorosa. Alcune donne hanno sperimentato una perdita di sensibilità dopo aver subito questo tipo di piercing, ma la cosa è molto rara.

## Gioielleria
Per questo tipo di piercing viene utilizzato normalmente un captive bead ring oppure un circular barbell, quali gioielli maggiormente confortevoli da indossare in questa particolare parte del corpo. Molto più raramente viene utilizzato un barbell, applicato solitamente a un piercing verticale.

## Galleria d'immagini

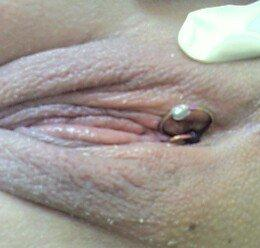
Due piercing al clitoride con captive bead ring assieme a un Christina
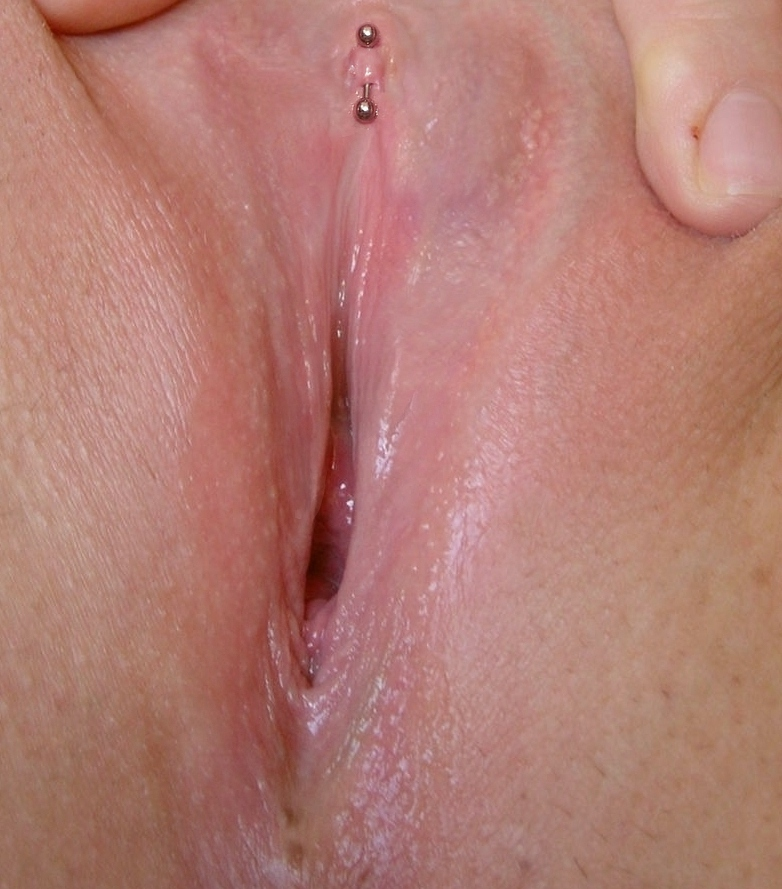
Piercing al clitoride verticale con barbell dopo una plastica labiale (piccole labbra e cappuccio del clitoride sono stati rimossi)
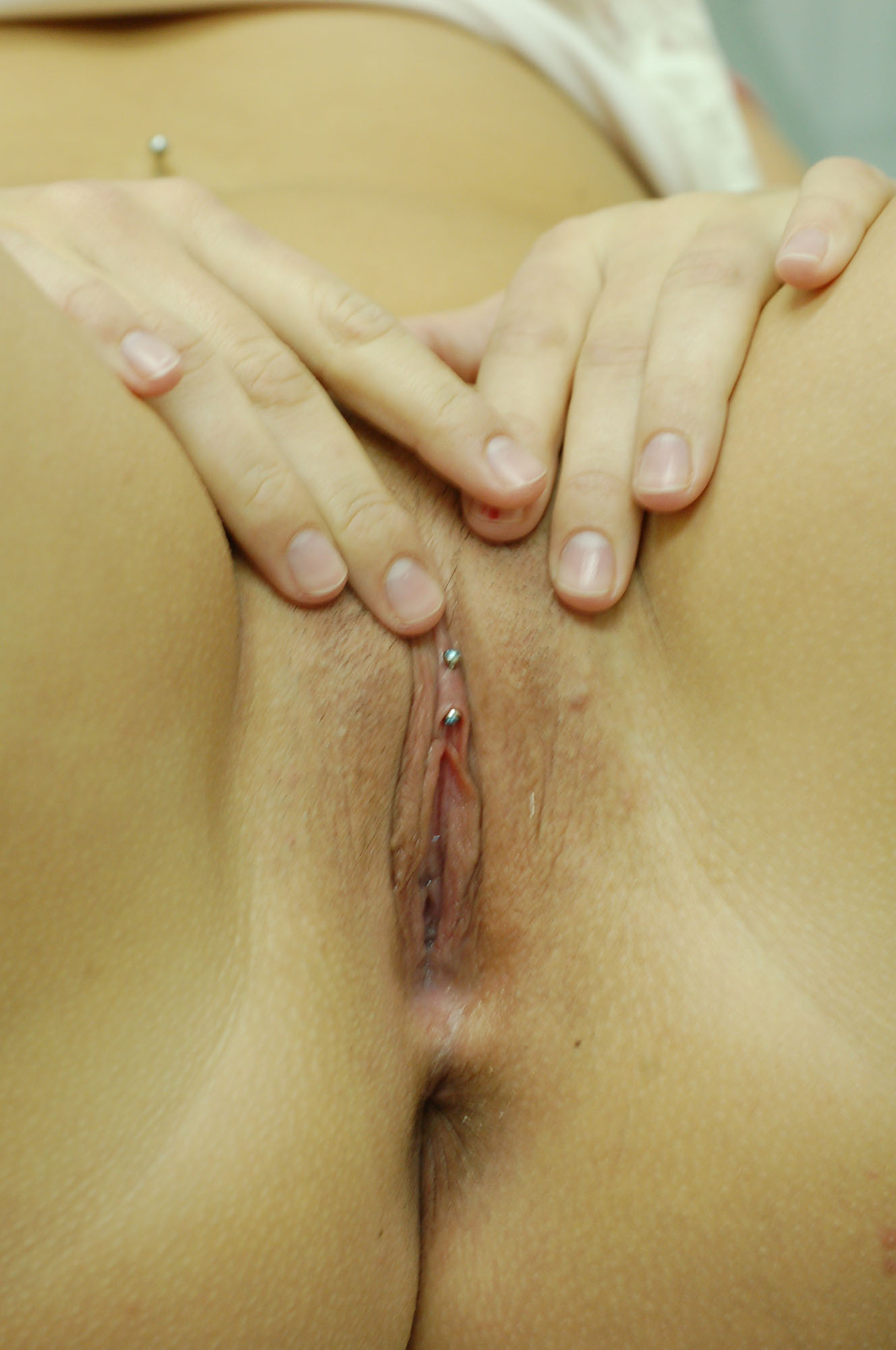
Piercing del cappuccio del clitoride